# Rafael Bandeira
Rafael Alexandre Bandeira da Fonseca (Almada, 31 gennaio 2001) è un calciatore portoghese, difensore del Kryvbas Kryvyj Rih.

## Caratteristiche tecniche
È un terzino destro.

## Carriera

### Club
Ha iniziato a giocare a calcio nelle giovanili di Almada e Cova da Piedade per poi passare allo Sporting Lisbona nel 2012 ed alla Juventus nel 2017. Nell'estate del 2019 è stato assegnato alla Juventus U23 ed il 15 settembre ha debuttato nell'incontro di Serie C contro la Pro Patria nel quale ha fornito l'assist a Raffaele Alcibiade per il gol del definitivo 2-2.
Nel gennaio del 2020 è passato in prestito all'Amiens dove si è alternato fra prima e seconda squadra, venendo riscattato a fine stagione. Il 31 gennaio del 2022 è passato all'Académico de Viseu ed il 15 dicembre ha trovato il primo gol in carriera nell'incontro di Taça da Liga vinto 4-1 contro il Tondela.
Rimasto svincolato nell'ottobre del 2023, il 18 novembre ha firmato con gli ucraini del Kryvbas Kryvyj Rih.

### Nazionale
Ha giocato nella nazionale portoghese Under-18.

## Statistiche

### Presenze e reti nei club
Statistiche aggiornate al 6 febbraio 2025.
| Stagione                  | Squadra                   | Campionato                | Campionato | Campionato | Coppe nazionali | Coppe nazionali | Coppe nazionali | Coppe continentali | Coppe continentali | Coppe continentali | Altre coppe | Altre coppe | Altre coppe | Totale | Totale | Totale |
| Stagione                  | Squadra                   | Comp                      | Pres       | Reti       | Comp            | Pres            | Reti            | Comp               | Pres               | Reti               | Comp        | Pres        | Reti        | Pres   | Reti   |        |
| ------------------------- | ------------------------- | ------------------------- | ---------- | ---------- | --------------- | --------------- | --------------- | ------------------ | ------------------ | ------------------ | ----------- | ----------- | ----------- | ------ | ------ | ------ |
| 2019-2020                 | Juventus U23              | C                         | 2          | 0          | CI-C            | 0               | 0               | -                  | -                  | -                  | -           | -           | -           | 2      | 0      |        |
| gen.-giu.2020             | Amiens 2                  | N3                        | 1          | 0          | -               | -               | -               | -                  | -                  | -                  | -           | -           | -           | 1      | 0      |        |
| 2020-2021                 | Amiens 2                  | N3                        | 1          | 0          | -               | -               | -               | -                  | -                  | -                  | -           | -           | -           | 1      | 0      |        |
| Totale Amiens 2           | Totale Amiens 2           | Totale Amiens 2           | 2          | 0          |                 | -               | -               |                    | -                  | -                  |             | -           | -           | 2      | 0      |        |
| 2020-2021                 | Amiens                    | L2                        | 2          | 0          | CF              | 1               | 0               | -                  | -                  | -                  | -           | -           | -           | 3      | 0      |        |
| gen.-giu. 2022            | Académico de Viseu        | SL                        | 6          | 0          | CP+CdL          | 0               | 0               | -                  | -                  | -                  | -           | -           | -           | 6      | 0      |        |
| 2022-2023                 | Académico de Viseu        | SL                        | 24         | 0          | CP+CdL          | 1+6             | 0+2             | -                  | -                  | -                  | -           | -           | -           | 31     | 2      |        |
| ago.-ott. 2023            | Académico de Viseu        | SL                        | 1          | 0          | CP+CdL          | 0+1             | 0               | -                  | -                  | -                  | -           | -           | -           | 2      | 0      |        |
| Totale Académico Viseu    | Totale Académico Viseu    | Totale Académico Viseu    | 31         | 0          |                 | 8               | 2               |                    | -                  | -                  |             | -           | -           | 39     | 2      |        |
| 2023-2024                 | Kryvbas Kryvyj Rih        | PL                        | 10         | 1          | CU              | 0               | 0               | -                  | -                  | -                  | -           | -           | -           | 10     | 1      |        |
| 2024-2025                 | Kryvbas Kryvyj Rih        | PL                        | 15         | 0          | CU              | 1               | 0               | UEL+UECL           | 1+2                | 0                  | -           | -           | -           | 19     | 0      |        |
| Totale Kryvbas Kryvyj Rih | Totale Kryvbas Kryvyj Rih | Totale Kryvbas Kryvyj Rih | 25         | 1          |                 | 1               | 0               |                    | 3                  | 0                  |             | -           | -           | 29     | 1      |        |
| Totale carriera           | Totale carriera           | Totale carriera           | 62         | 1          |                 | 10              | 2               |                    | 3                  | 0                  |             | -           | -           | 75     | 3      |        |